# Monale
Monale (piemontiul: Monal) település Olaszországban, Piemont régióban, Asti megyében. Lakosainak száma 979 fő (2023. január 1.). Monale Baldichieri d’Asti, Castellero, Cortandone, Maretto, Asti, Cinaglio és Villafranca d’Asti községekkel határos.

## Népesség
A település lakossága az elmúlt években az alábbi módon változott:
| Lakosok száma | 1001 | 1013 | 979  |
|               | 2017 | 2018 | 2023 |